# Ladislav Hladík
Ladislav Hladík (* 19. listopadu 1964) je bývalý český fotbalista, obránce.

## Fotbalová kariéra
Odchovanec Teplic. V československé lize nastoupil za Teplice v sezóně 1983-1984 v jednom utkání. Gól v lize nedal. Ve druhé lize hrál i za VTJ Žatec.

## Ligová bilance
| Ročník                                   | Zápasy | Góly | Klub                  |
| ---------------------------------------- | ------ | ---- | --------------------- |
| Česká národní fotbalová liga 1982/83     | 2      | 0    | TJ Sklo Union Teplice |
| 1. československá fotbalová liga 1983/84 | 1      | 0    | TJ Sklo Union Teplice |
| Česká národní fotbalová liga 1984/85     | 4      | 0    | TJ Sklo Union Teplice |
| Česká národní fotbalová liga 1985/86     | 19     | 3    | VTJ Žatec             |
| Česká národní fotbalová liga 1986/87     | 21     | 2    | VTJ Žatec             |
| Česká národní fotbalová liga 1987/88     | 8      | 0    | TJ Sklo Union Teplice |
| CELKEM 1. liga                           | 1      | 0    |                       |